# Tartak (rejon kamionecki)
Tartak (ukr. Тартак) – wieś na Ukrainie w rejonie lwowskim (do 2020 w rejonie kamioneckim) obwodu lwowskiego.
Znajduje tu się przystanek kolejowy Sielec Bieńków, położony na linii Lwów – Kiwerce.